# Bromobenzen
Bromobenzen là một hydrocarbon thơm chứa halogen, có công thức phân tử là C6H5Br. Nó là một chất lỏng không màu mặc dù các mẫu cũ hơn có thể có màu vàng. Nó là một thuốc thử trong tổng hợp hữu cơ.

## Tổng hợp và phản ứng
Bromobenzen được điều chế bằng cách cho bromine tác dụng với benzen khi cho thêm chất xúc tác là bột sắt, ngoài cho ra bromobenzen, sản phẩm phụ là khí hydro bromide:
C6H6 + Br2 (x.t Fe)→ C6H5Br + HBr
Bromobenzen được sử dụng để đưa một nhóm phenyl vào các hợp chất khác. Một phương pháp liên quan đến việc chuyển đổi nó thành thuốc thử Grignard, phenylmagnesi bromide. Thuốc thử này có thể được sử dụng, ví dụ như trong phản ứng với khí carbon dioxide để điều chế benzoic acid. Các phương pháp khác liên quan có thể dùng chất xúc tác là paladi như trong phản ứng Suzuki. Bromobenzen được sử dụng làm tiền chất trong sản xuất phencyclidine.

## Độc tính
Thử nghiệm trên động vật cho thấy độc tính thấp. Ít được biết về các hiệu ứng mãn tính.
Đối với nhiễm độc gan, 3,4-epoxide là chất trung gian được đề xuất.

### Hợp chất hydrocarbon thơm chứa halogen khác:
- Fluorobenzen
- Chlorobenzen
- Iodobenzen